# Antoni Francesc Josep Jorba i Ferran

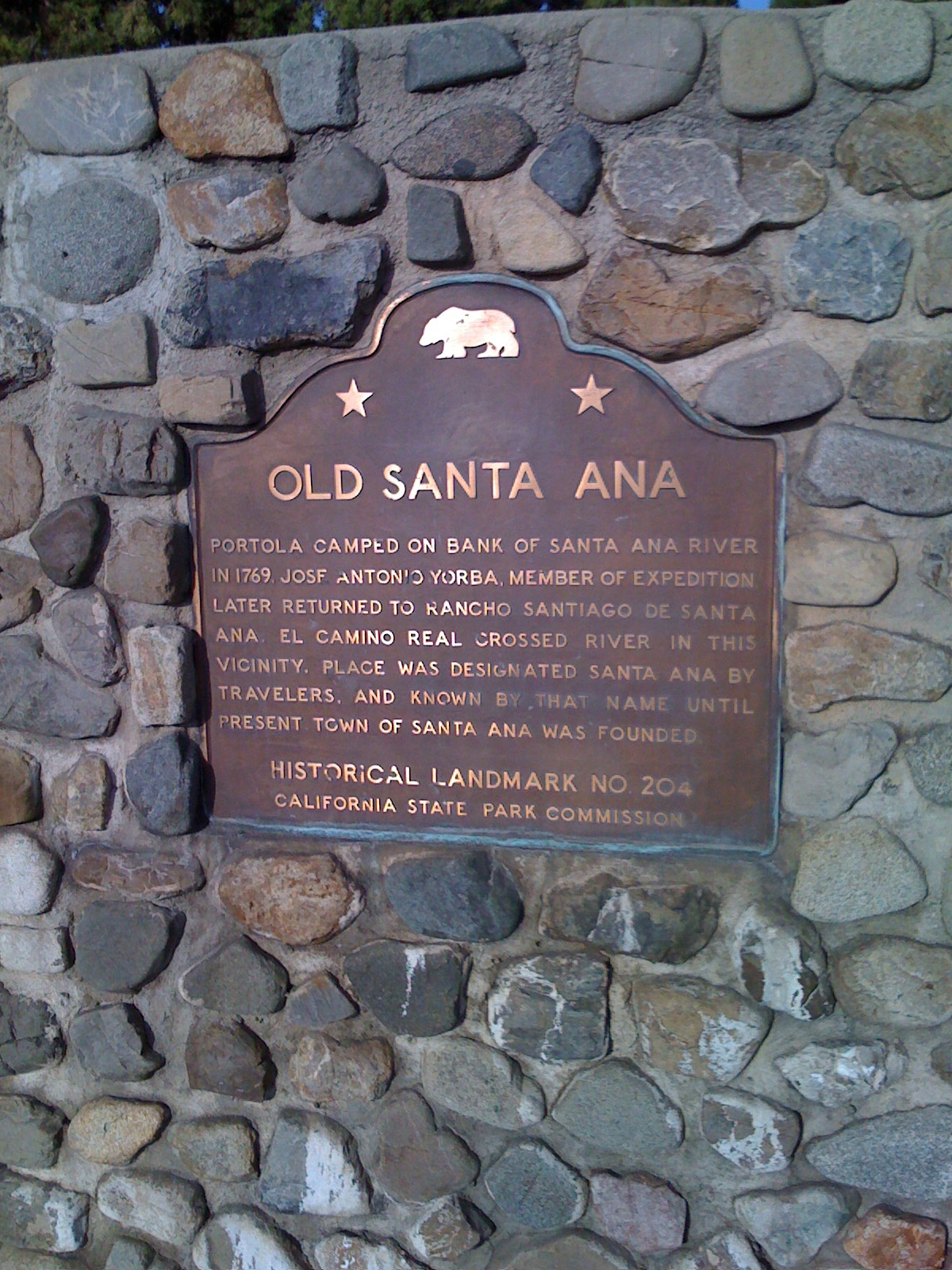
Fita històrica de Califòrnia, al Rancho Santiago de Santa Ana, on va ser garant.

Antoni Joseph Francisco Jorba i Ferran (20 de juliol de 1746 - 16 de gener de 1825), també conegut com a Don José Antonio Yorba I, va ser soldat i un dels primers colons catalans de la Califòrnia espanyola.

## Biografia
Nascut a Sant Sadurní d'Anoia a Catalunya, va pertànyer a la Companyia Franca de Voluntaris de Catalunya de Pere Fages i Beleta. Sota Gaspar de Portolà es va convertir en caporal durant l'expedició a l'Alta Califòrnia de 1769. Va ser a San Francisco el 1777, a Monterrey el 1782, i a San Diego el 1789. El 1797 es va retirar com a sergent; el 1810 va ser garant al Rancho Santiago de Santa Ana.
El 1810 va ser condecorat i va rebre la cessió de les terres que va anomenar Rancho Santiago de Santa Ana. Les terres abastaven unes 15 hectàrees, i comprenien una part important del Comtat d'Orange incloent les actuals ciutats d'Oliva, Orange, Villa Park, Santa Ana, Tustin, Costa Mesa i Newport Beach. La ciutat de Yorba Linda (Califòrnia) li deu el seu nom.
A la seva mort el 1825 va ser enterrat a petició pròpia en una tomba anònima al cementiri de Missió de San Juan Capistrano on més endavant i en el seu honor, s'hi va col·locar un cenotafi.